# Општина Шиеуц (Бистрица-Насауд)
Шиеуц (рум. Şieuţ) општина је у Румунији у округу Бистрица-Насауд.
Oпштина се налази на надморској висини од 543 m.